# Argishti II

Het okergele gebied duidt Urartu aan onder koning Argishti II. Het lichtgele duidt op de veroverde gebieden.

Argishti(s) II was de achtste koning van Urartu en regeerde van 714 tot 685 v.Chr. Hij volgde zijn vader, Rusa I, op.
Argishti II voerde opnieuw gevechten tegen het Assyrische Rijk. Maar onder zijn bewind begonnen de vele aanvallen van de Cimmeriërs tegen Urartu, die in 707 v.Chr. Argishti II op de vlucht dreven. Hij slaagde er wel in om het rijk naar het westen weer uit te breiden.
Zijn zoon Rusa II volgde hem op.
Aramu · Sardur I · Ishpuinis · Menuas · Argishti I · Sardur II · Rusa I · Argishti II · Rusa II · Sardur III · Sardur IV · Erimena · Rusa III · Rusa IV